# Anonima Costruzioni Modellistiche Esatte
La Anonima Costruzioni Modellistiche Esatte o, come acronimo A.C.M.E. è una casa produttrice di fermodellismo, con sede a Milano, specializzata nella produzione di modelli esatti di treni italiani, in scala H0.

## Storia

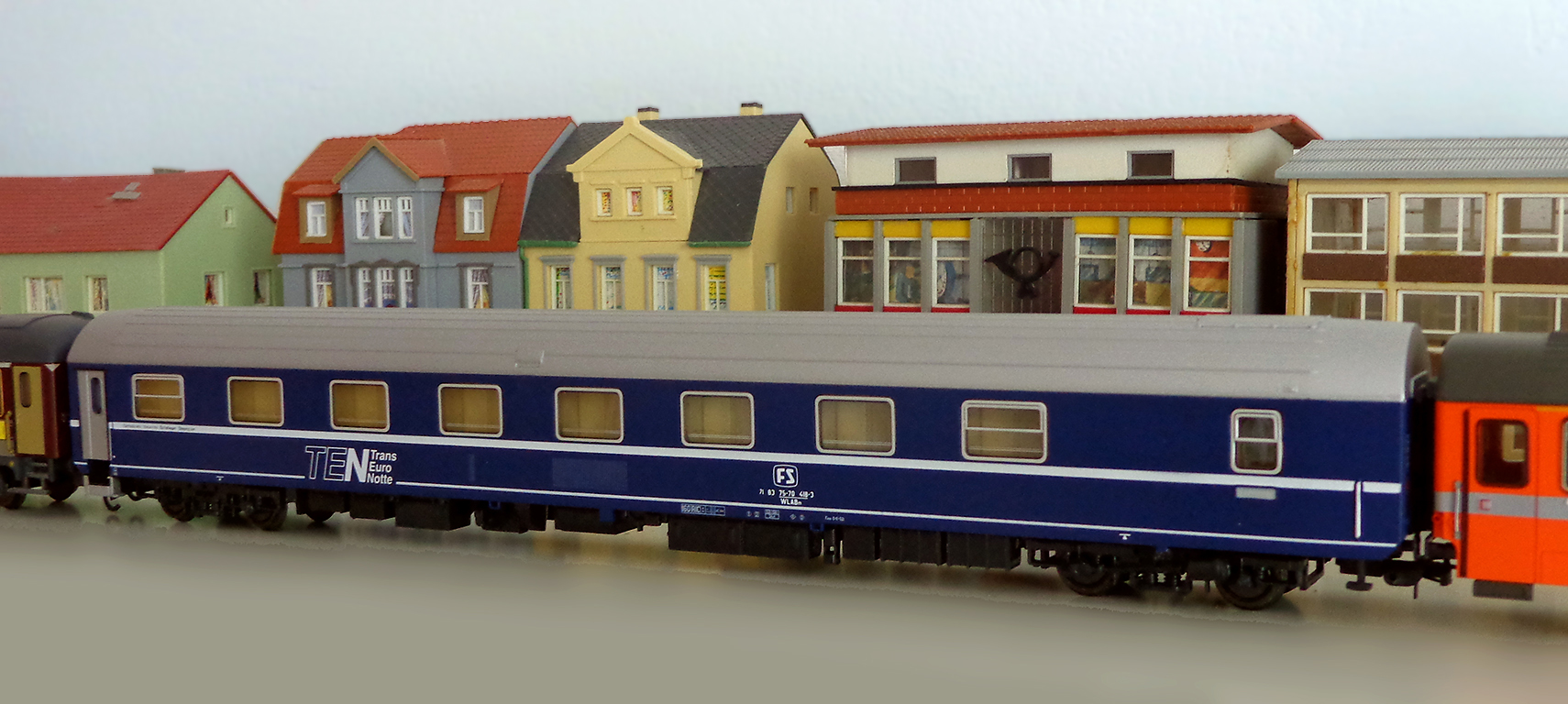
Il primo modello costruito dalla ACME, la carrozza letti tipo T2s in scala H0.

La ACME venne costituita nell'agosto 2001 da Alessandro Buonopane e Guido Sala 
, e partecipò alla fiera Hobby Model Expo di Novegro nel settembre dello stesso anno. A dicembre venne consegnato il primo modello, una carrozza letti tipo T2s delle Ferrovie dello Stato in scala H0. Il modello era prodotto industrialmente in Cina, con la collaborazione della casa tedesca Heris.
L'inizio dell'attività risale agli inizi degli anni novanta del Novecento, con carattere dapprima artigianale. Sviluppa poi una produzione di modelli di materiale FS destinata ad un mercato di nicchia di collezionisti esigenti in fatto di esatta riproduzione in scala. Si stava consolidando, anche in Italia il passaggio dai trenini elettrici, giocattoli per bambini, al modellismo ferroviario rivolto ad un gruppo più ristretto di appassionati.
Il mercato italiano vedeva all'epoca, in posizione di quasi monopolio la Lima-Rivarossi La successiva acquisizione della Lima-Rivarossi da parte di gruppi esteri aveva portato il principale operatore del mercato ad una relativa minore attenzione ai modelli relativi al materiale rotabile italiano. Si sono pertanto create le premesse per l'apprezzamento degli appassionati dei treni italiani.

## La produzione

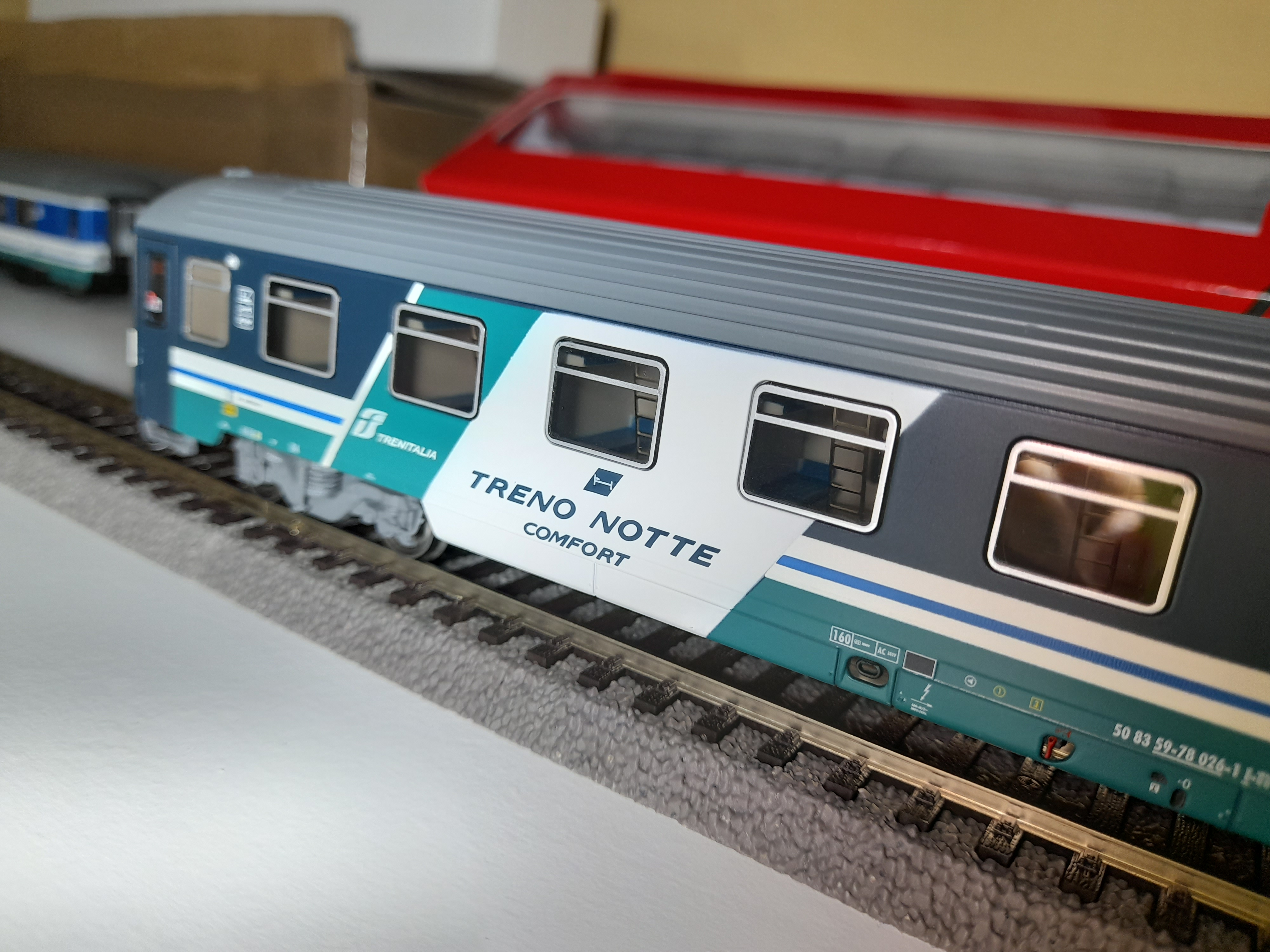
Riproduzione A.C.M.E. in scala H0 di una carrozza tipo UIC-X a cuccette (95R, T4), in livrea XMPR (Treno Notte), destinata agli InterCity Notte (A.C.M.E. 50875), fotografata dal lato degli scompartimenti.

Come scelta di fondo la casa punta a modelli ferroviari di grande pregio, con il massimo rispetto possibile dei dettagli. Lo sviluppo della progettazione avviene in Italia, ma la concreta produzione dei modelli avviene in Cina, per questione di costi. La scelta di fondo, peraltro, è sulla fascia di mercato del modellismo di pregio, ormai lontano dal vecchio giocattolo del  trenino elettrico

## L'attività editoriale
La ricerca delle notizie relative alla storia delle ferrovie, ha portato l'Acme a pubblicare libri specifici sull'argomento, come i testi di Michele Mingari sulle carrozze Corbellini o sul Treno Azzurro e il testo sulla Trazione trifase.
L'Acme pubblica anche la rivista  RF - La rivista della ferrovia, in cui, oltre a temi di modellismo, si affrontano tematiche relative alla storia, al presente e alle evoluzioni future della ferrovia.

## Galleria d'immagini

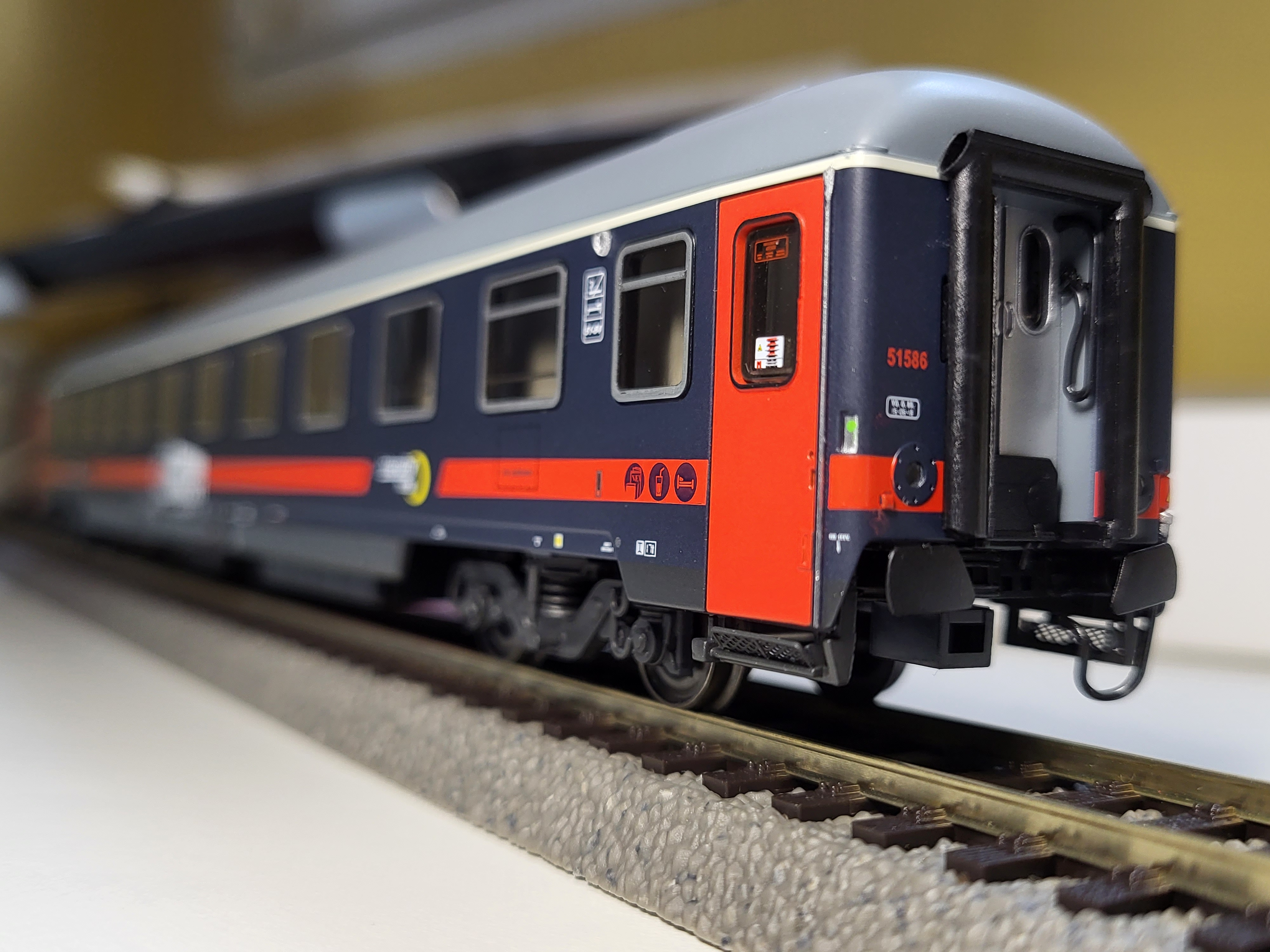
Riproduzione A.C.M.E. in scala H0 di una carrozza tipo UIC-X a cuccette (98R, T4), nella nuova livrea Intercity Notte, destinata agli InterCity Notte (A.C.M.E. 50874).
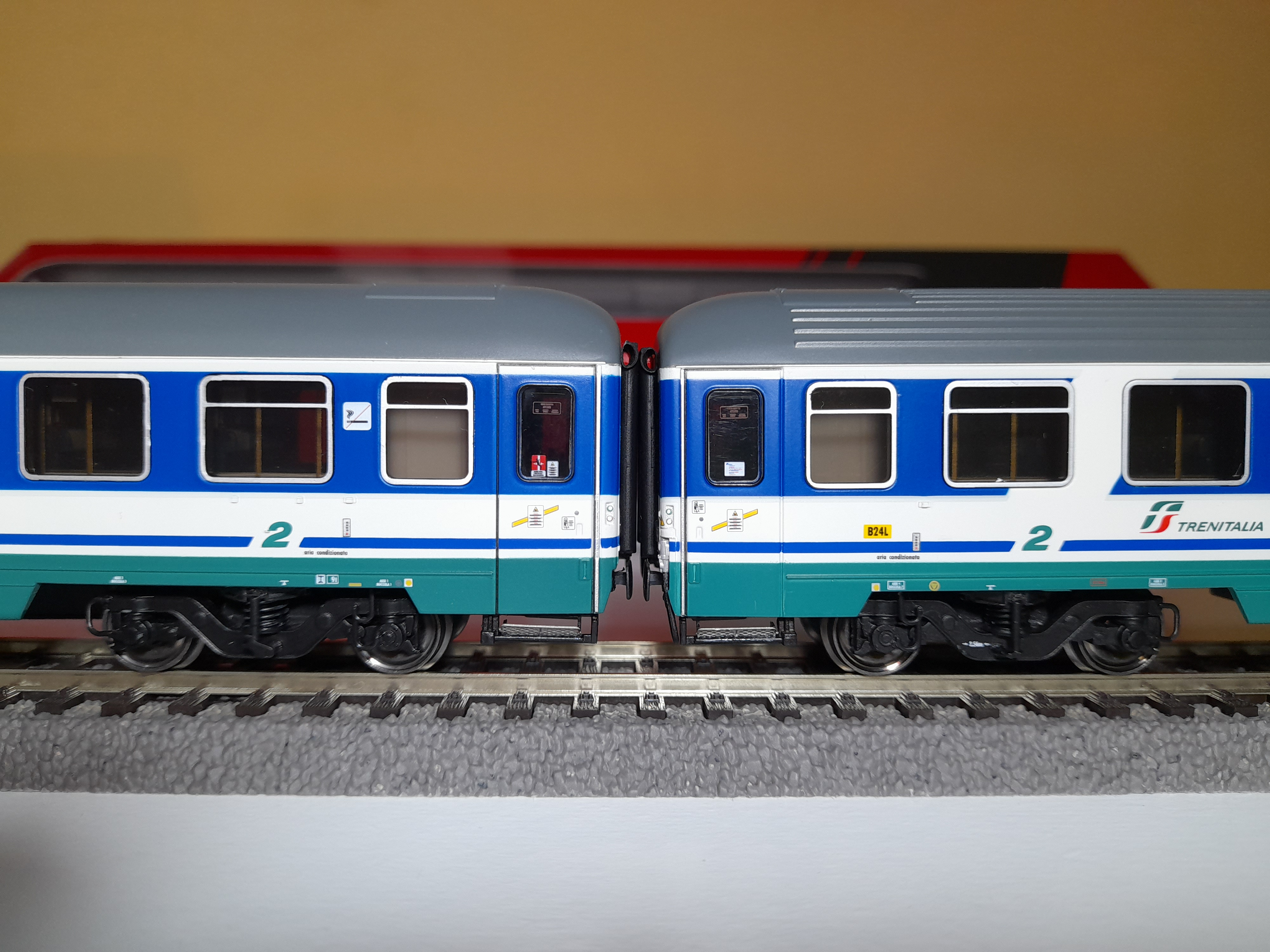
Riproduzione A.C.M.E. in scala H0 di due carrozze tipo UIC-X (revisione "Giubileo"), in livrea XMPR PAX, destinate agli InterCity Notturni e Diurni (A.C.M.E. 50796 e 50797), fotografate dal lato del corridoio.
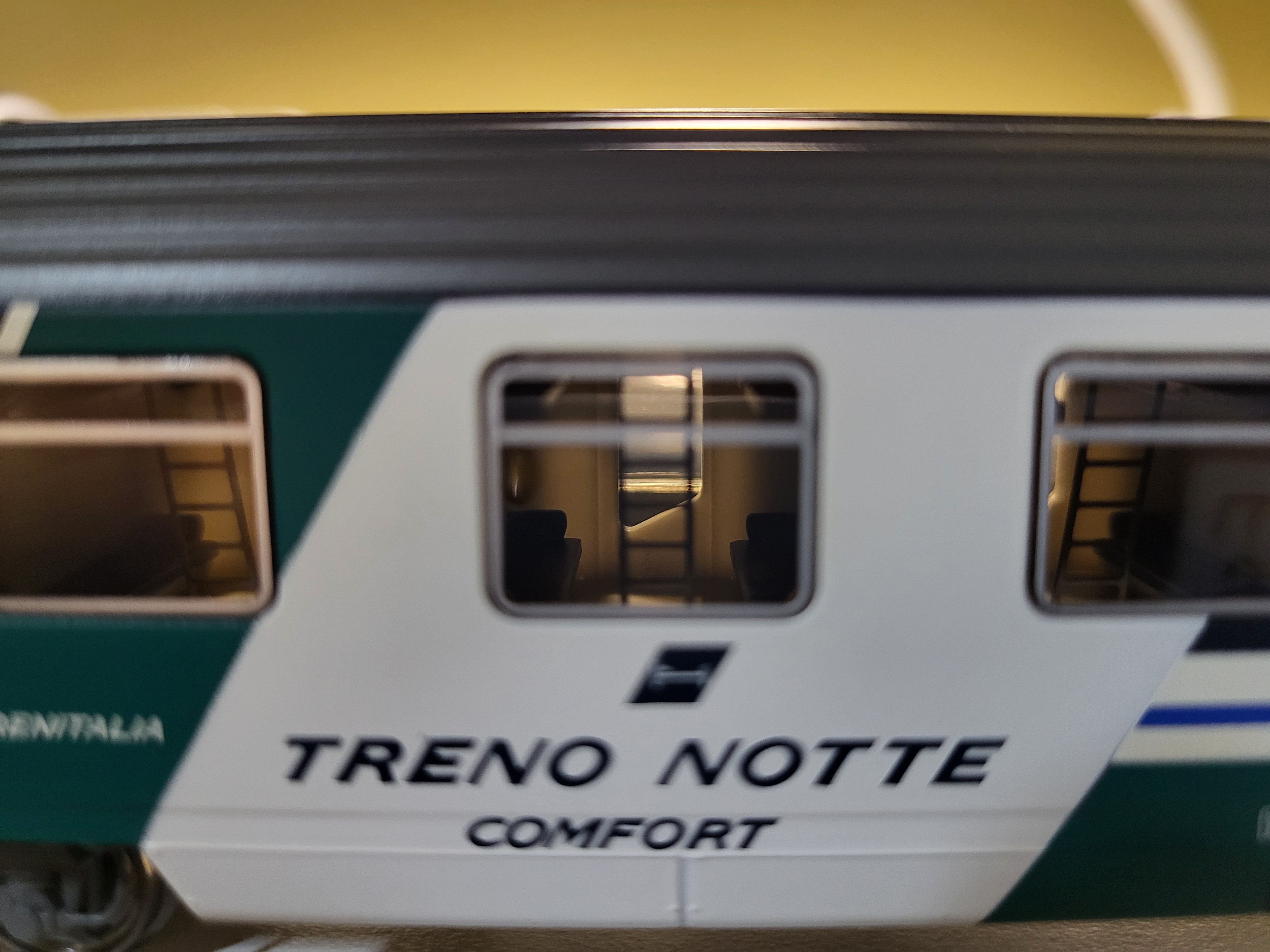
Particolare degli interni di una carrozza tipo UIC-X a cuccette (95R, T4), in livrea XMPR (Treno Notte) (A.C.M.E. 50875, scala H0), in particolare di uno degli scompartimenti.
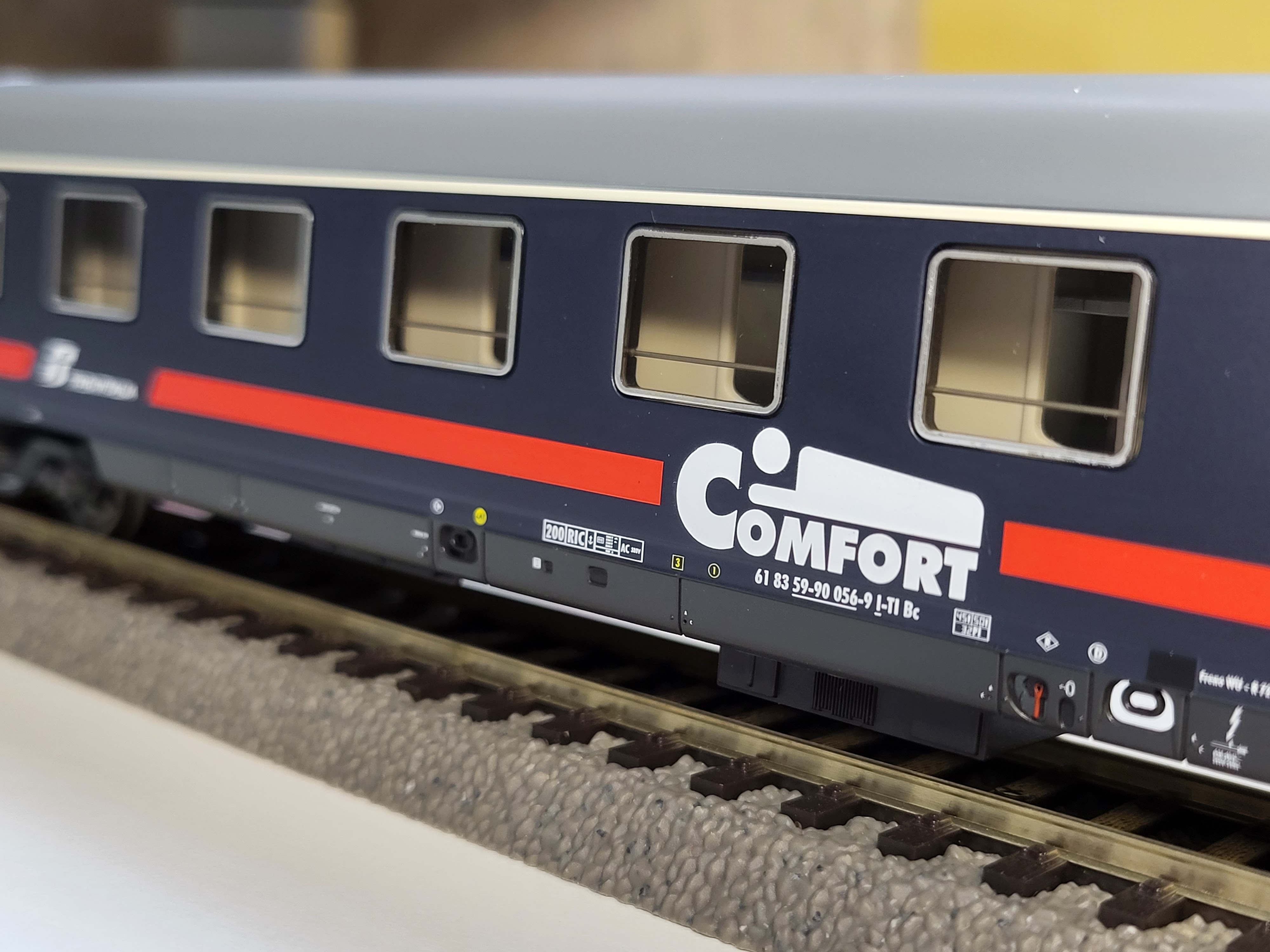
Riproduzione A.C.M.E. in scala H0 di una carrozza tipo UIC-X a cuccette (98R, T4), nella nuova livrea Intercity Notte, destinata agli InterCity Notte (A.C.M.E. 50874), fotografata dal lato del corridoio.
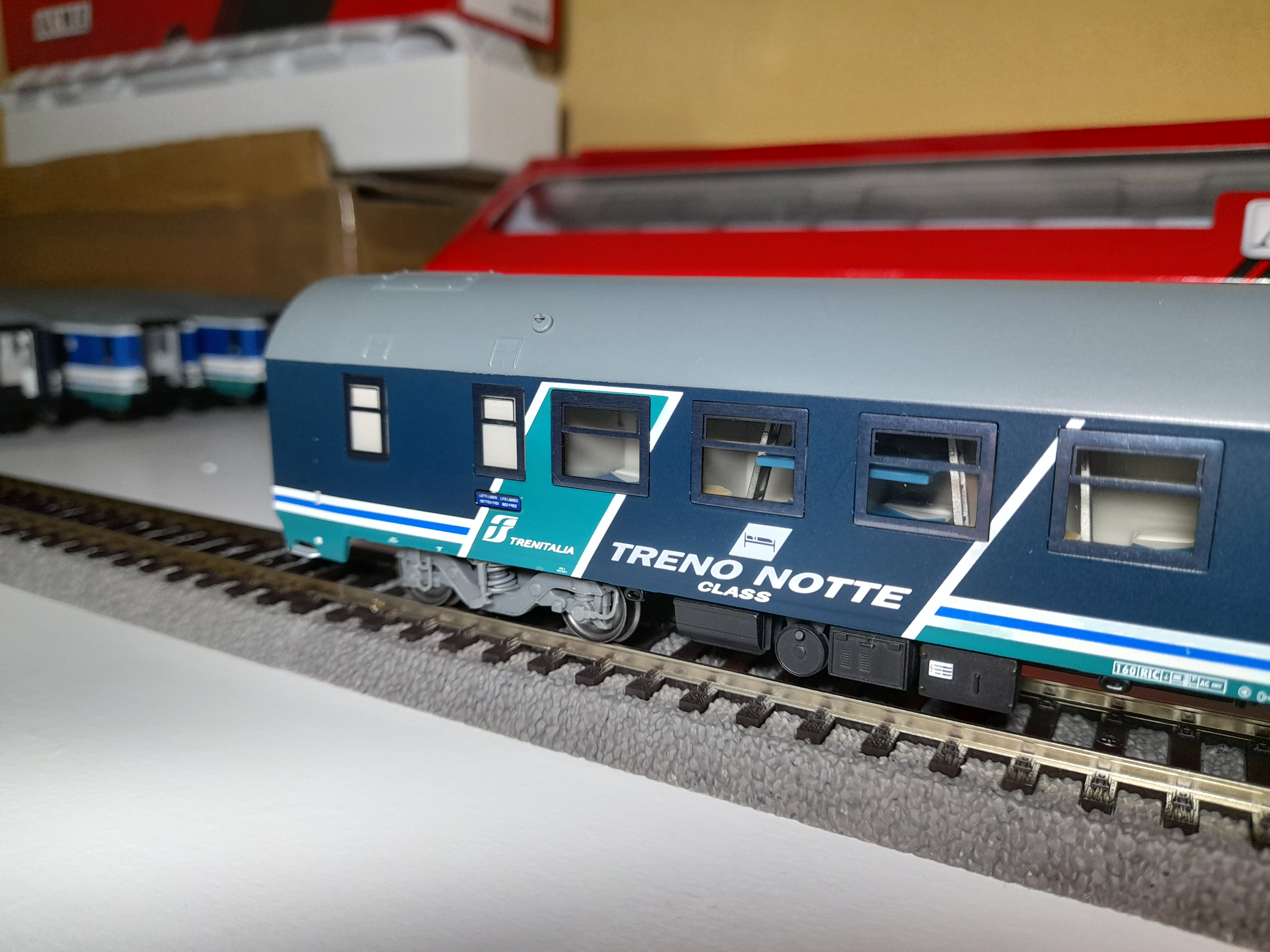
Riproduzione A.C.M.E. in scala H0 di una carrozza letti, tipo MU (revampizzata), in livrea XMPR (Treno Notte), destinata agli InterCity Notte (A.C.M.E. 50567), fotografata dal lato degli scompartimenti.
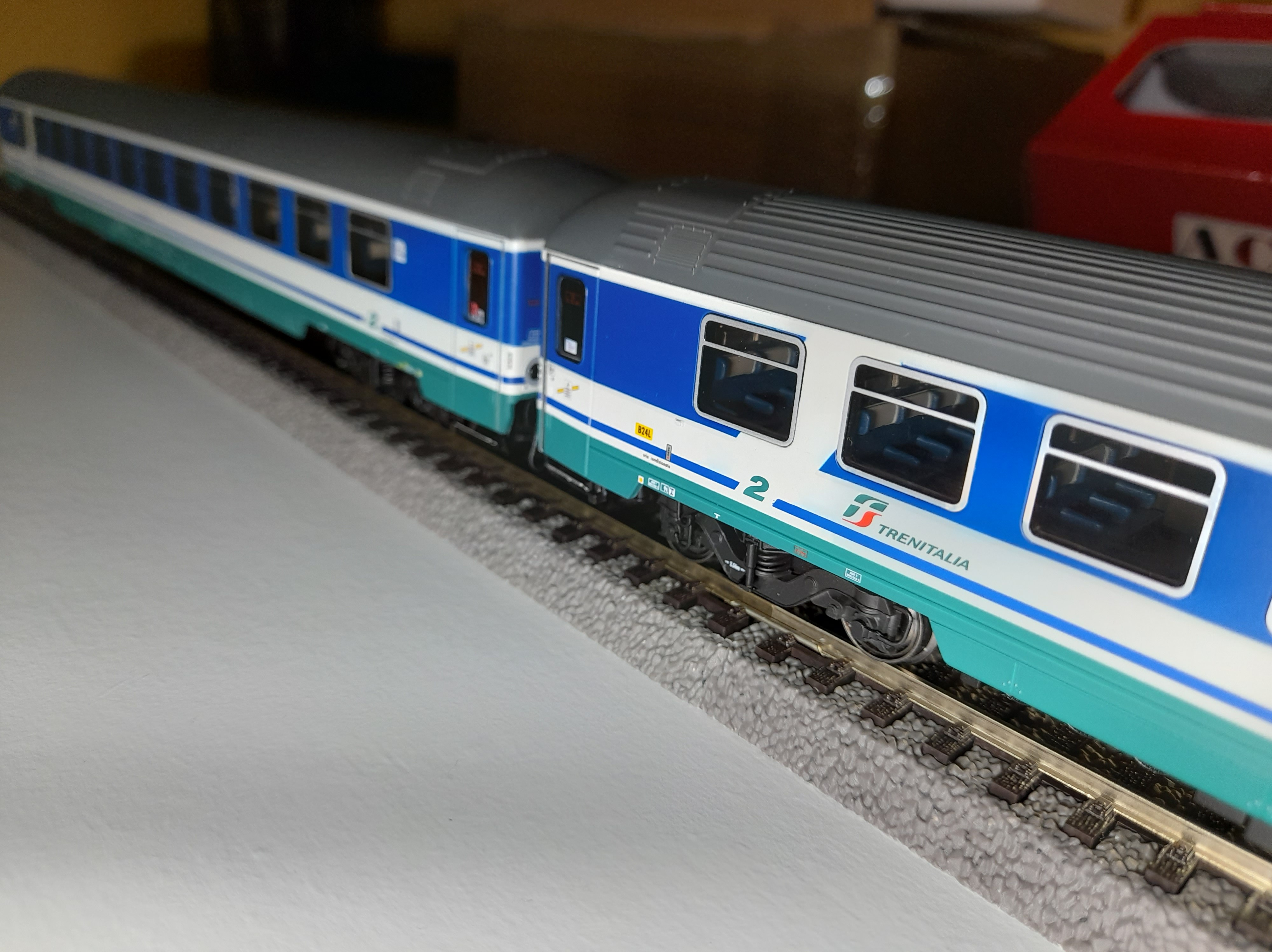
Veduta di alcuni scompartimenti di una carrozza tipo UIC-X (revisione "Giubileo"), in livrea XMPR PAX, scala H0 (A.C.M.E. 50797).
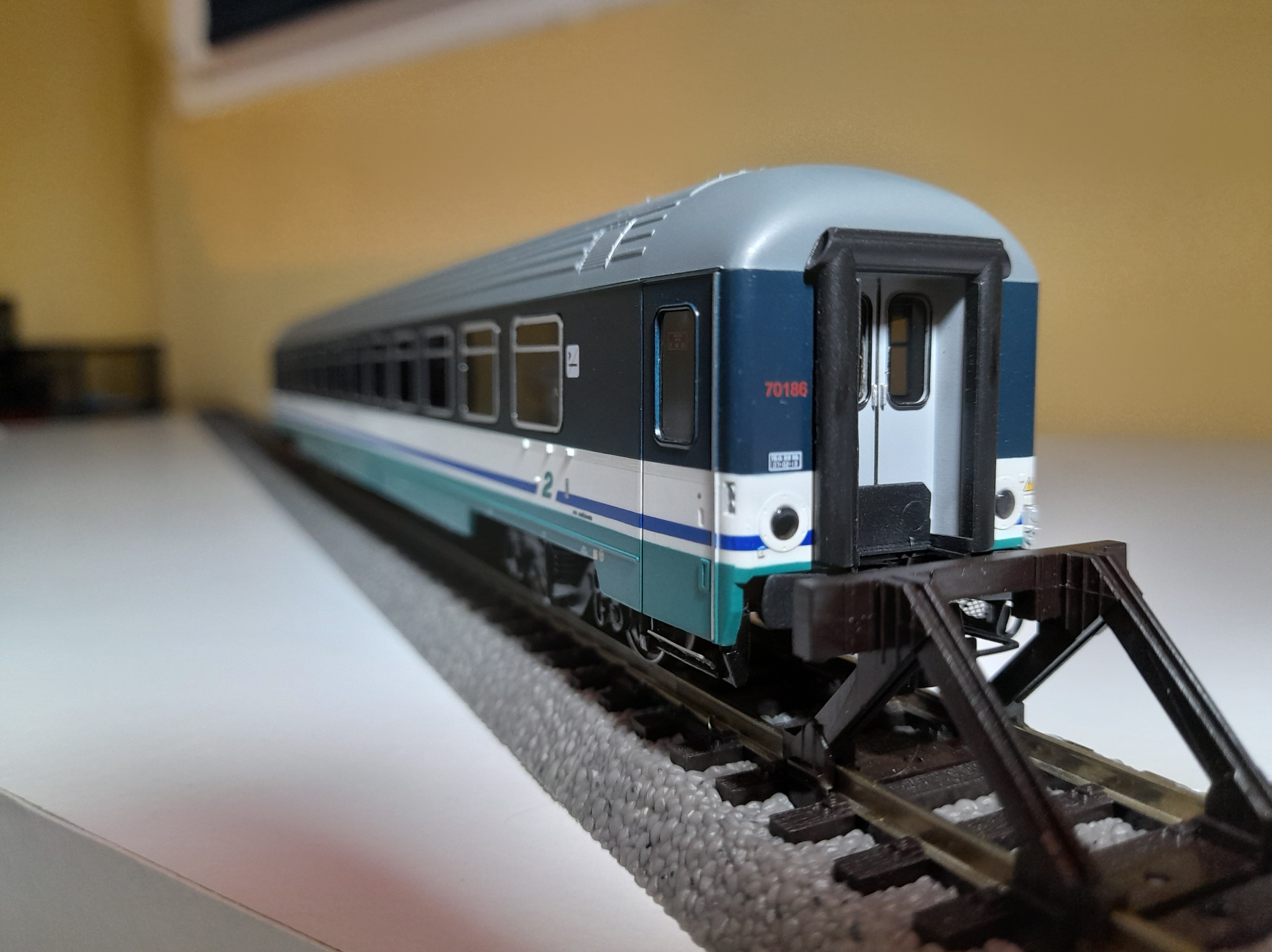
Riproduzione A.C.M.E. in scala H0 di una carrozza tipo UIC-X (revisione "Giubileo"), in livrea XMPR (ICN), destinata agli InterCity Notte (A.C.M.E. 50798).
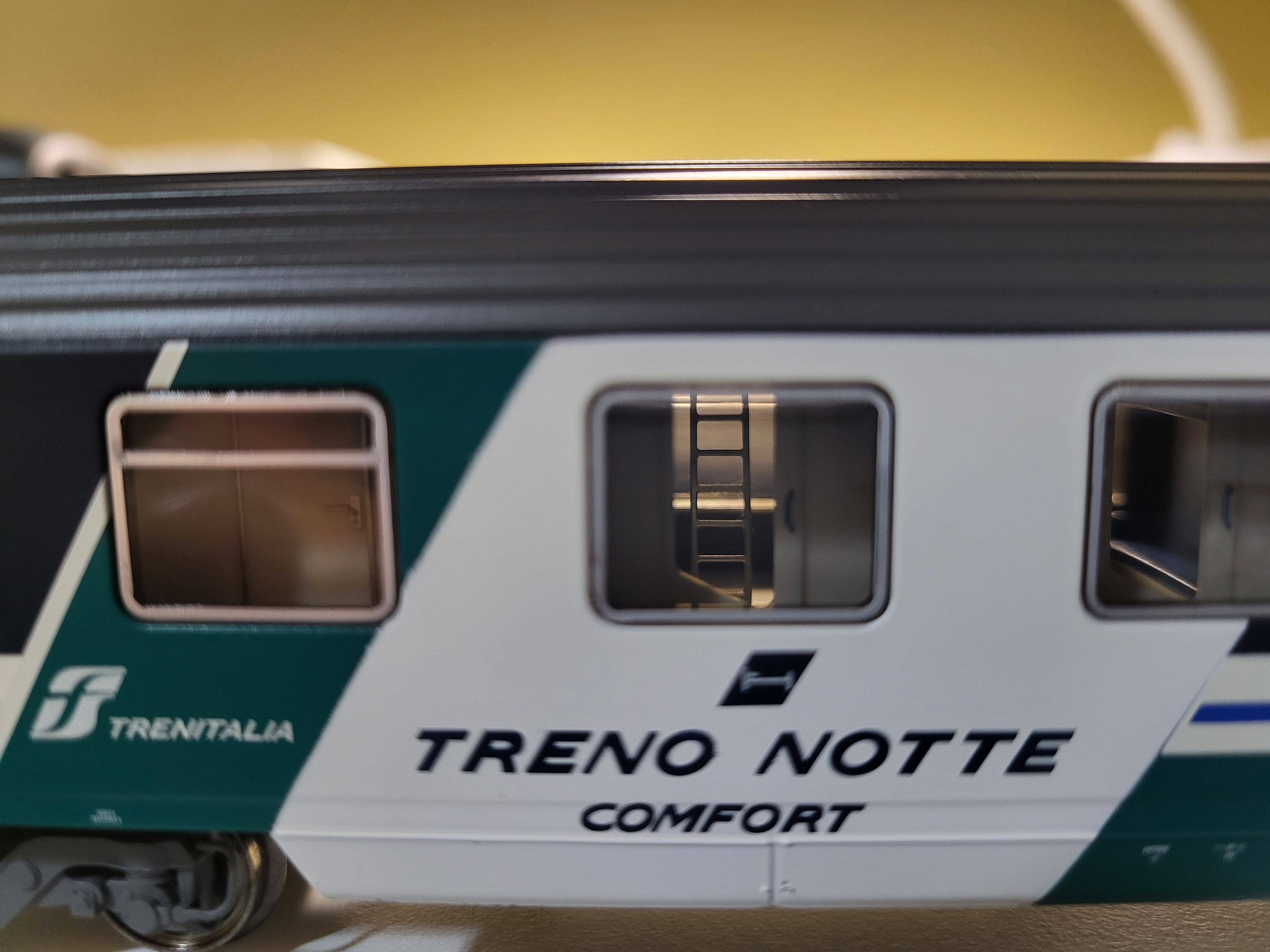
Particolare degli interni di una carrozza tipo UIC-X a cuccette (95R, T4), in livrea XMPR (Treno Notte) (A.C.M.E. 50875, scala H0), in particolare di uno degli scompartimenti.
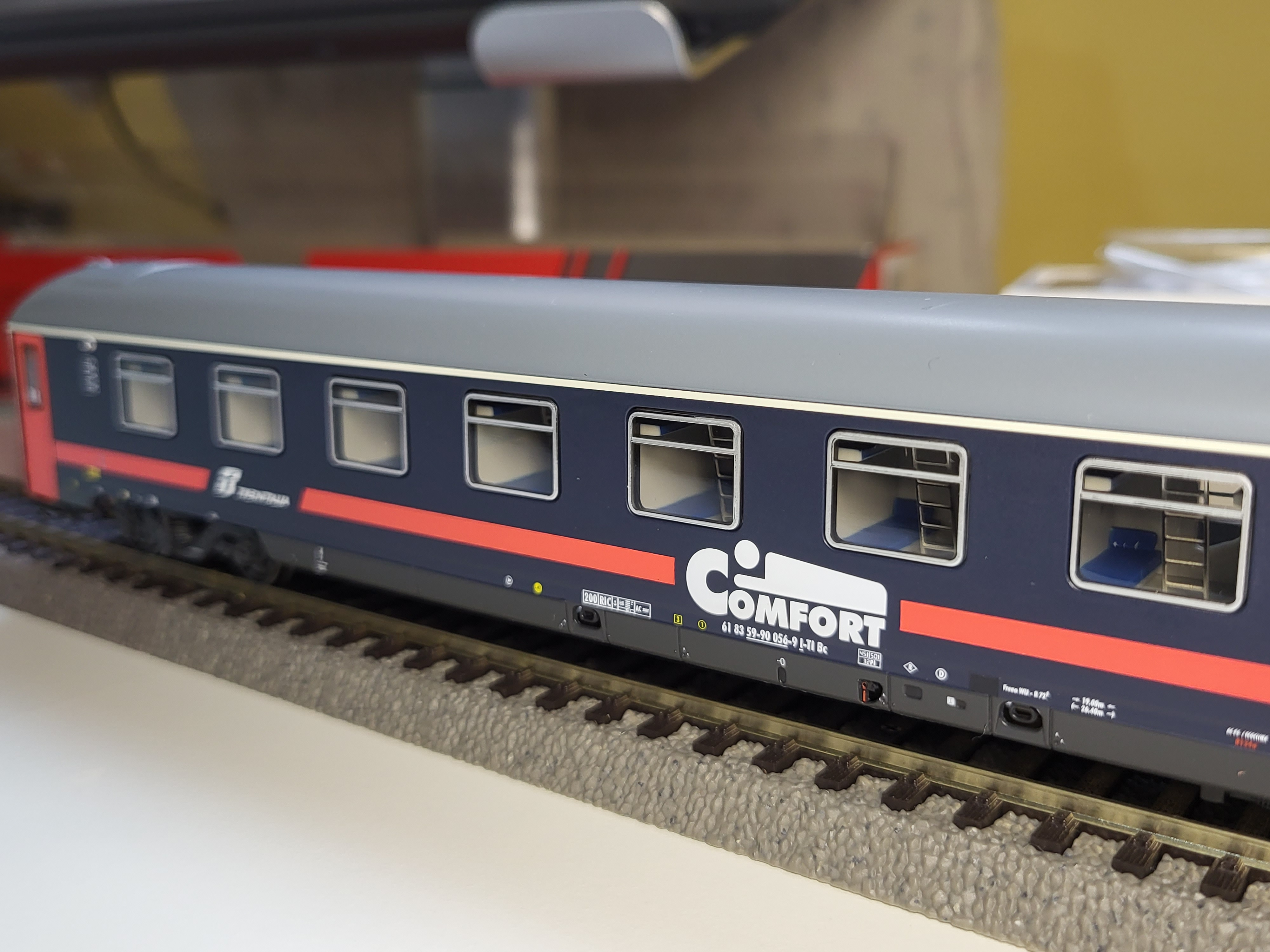
Riproduzione A.C.M.E. in scala H0 di una carrozza tipo UIC-X a cuccette (98R, T4), nella nuova Intercity Notte, destinata agli InterCity Notte (A.C.M.E. 50874), fotografata dal lato degli scompartimenti.
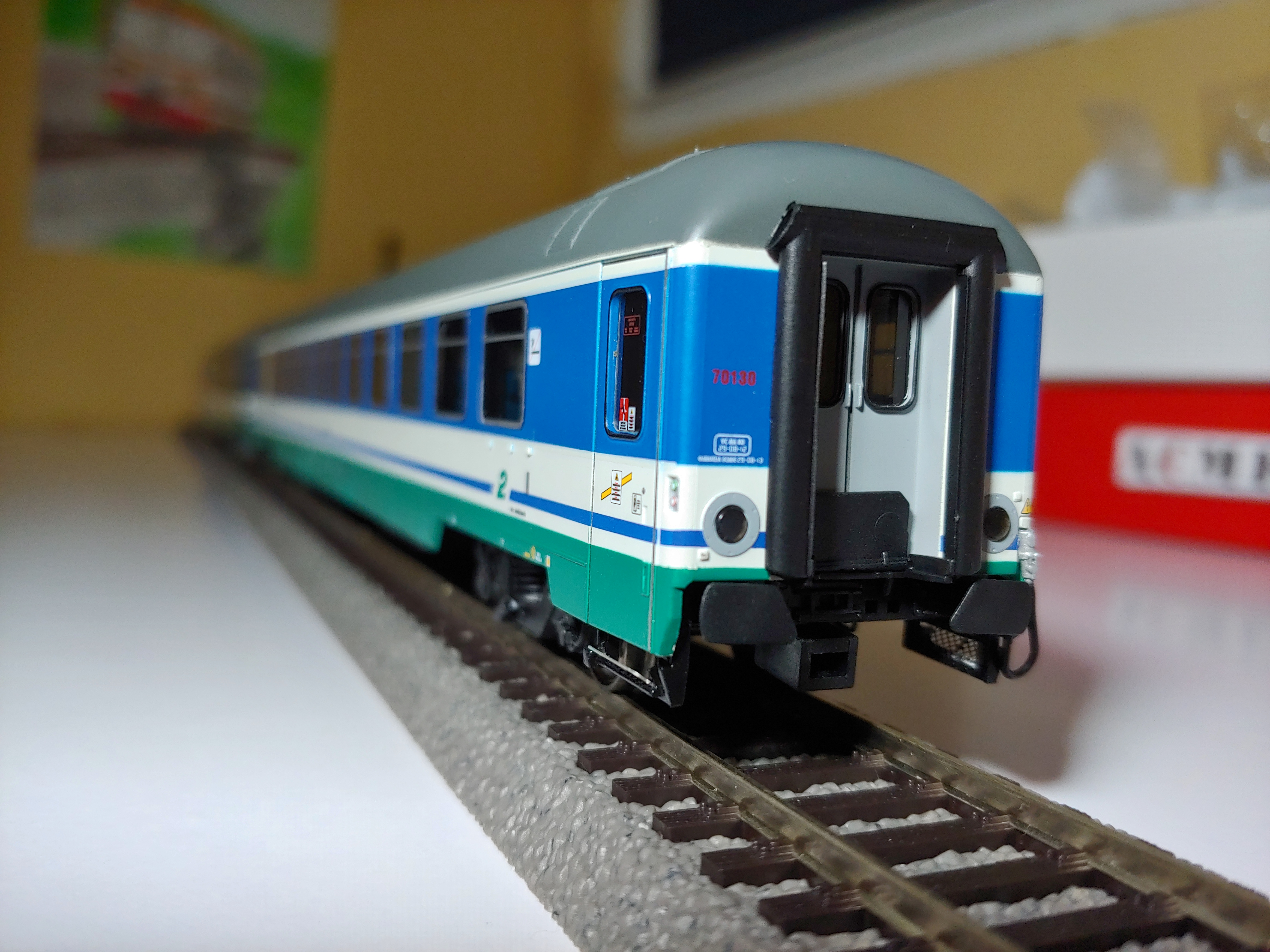
Riproduzione A.C.M.E. in scala H0 di una carrozza tipo UIC-X (revisione "Giubileo"), in livrea XMPR PAX, destinata agli InterCity, sia notturni che diurni (A.C.M.E. 50796).
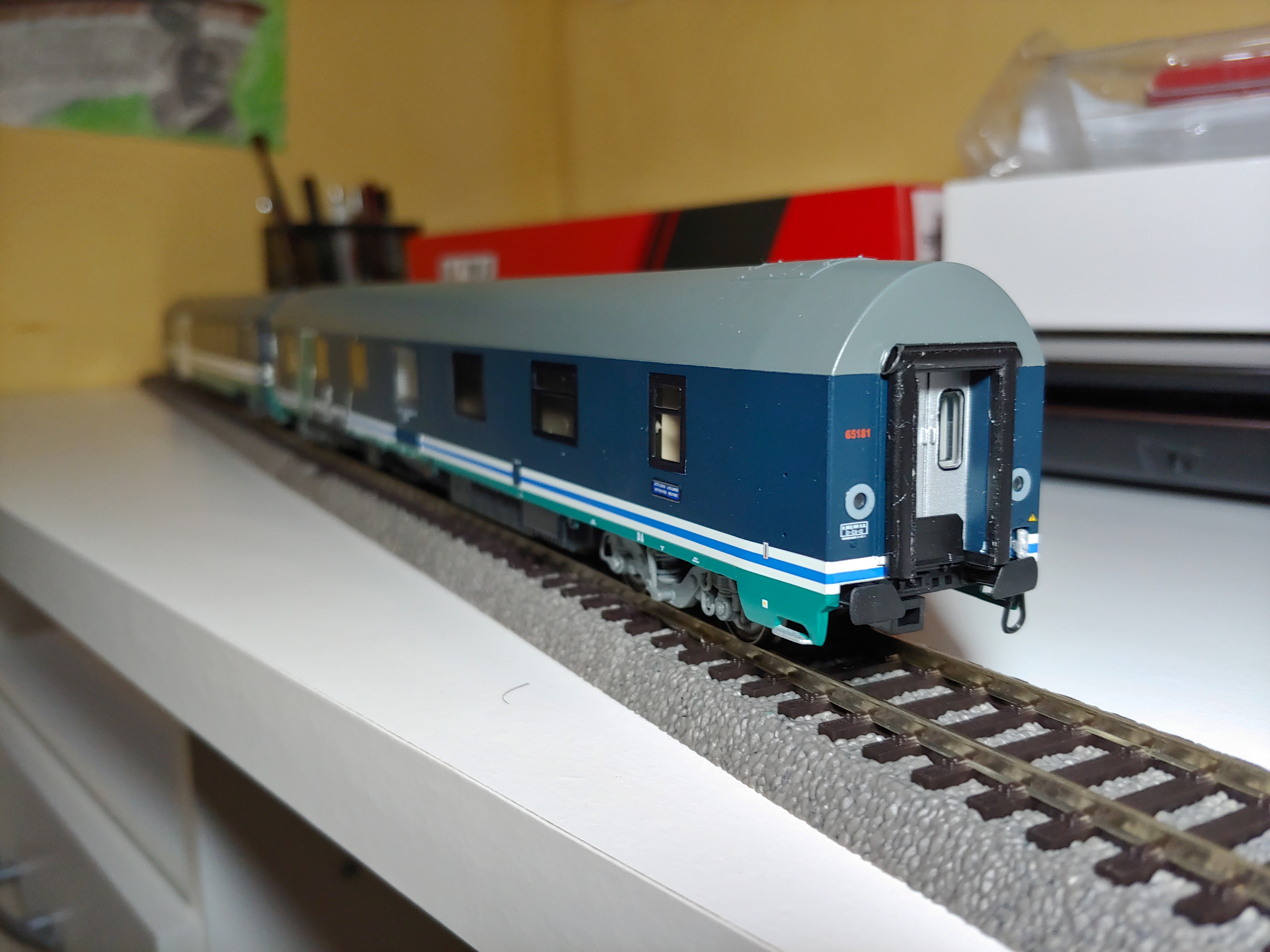
Riproduzione A.C.M.E. in scala H0 di una carrozza letti, tipo MU (revampizzata), in livrea XMPR (Treno Notte), destinata agli InterCity Notte (A.C.M.E. 50567).
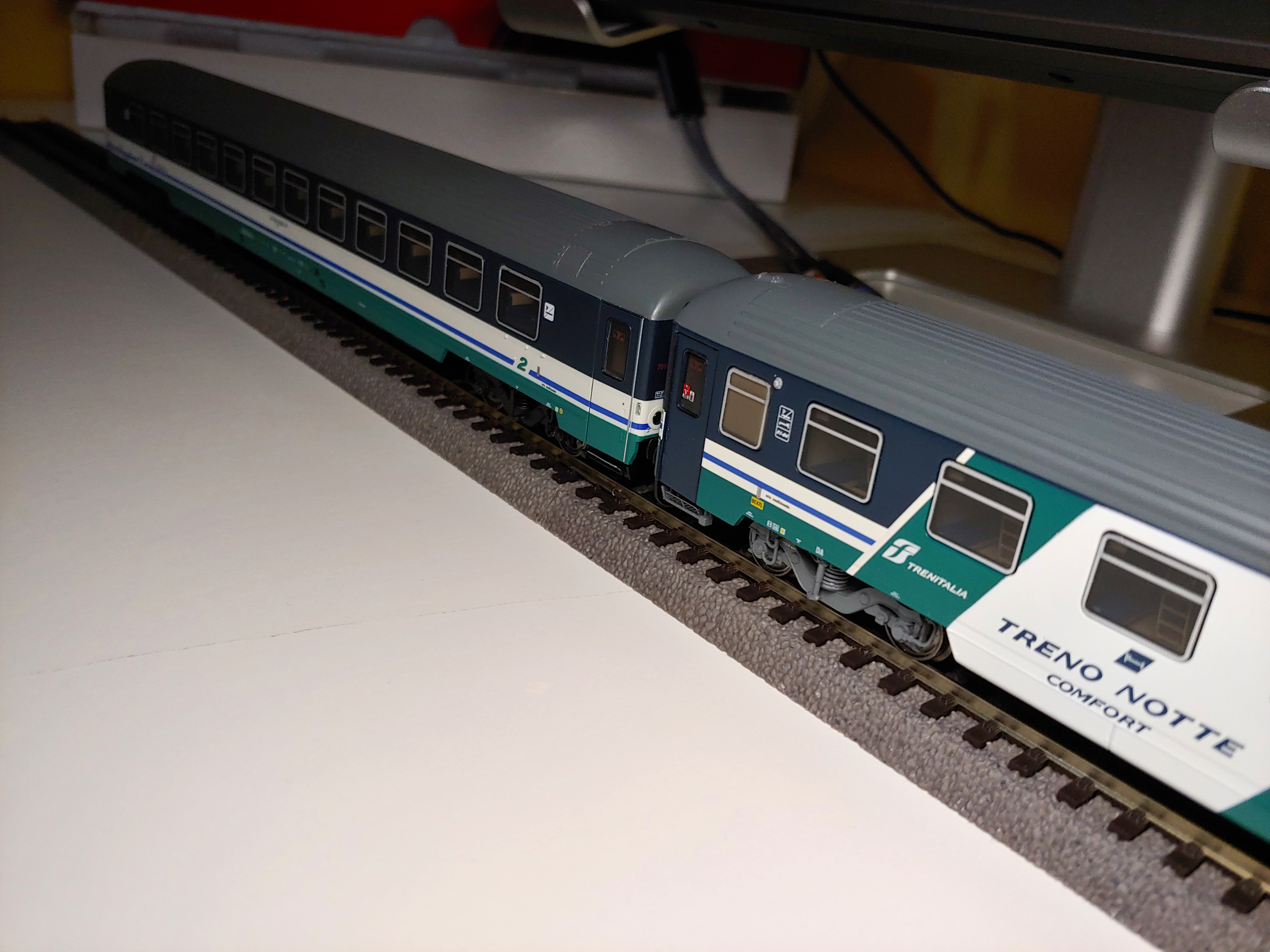
Riproduzione A.C.M.E. in scala H0 di una carrozza tipo UIC-X (revisione "Giubileo"), in livrea XMPR (ICN), destinata agli InterCity Notte (A.C.M.E. 50798).
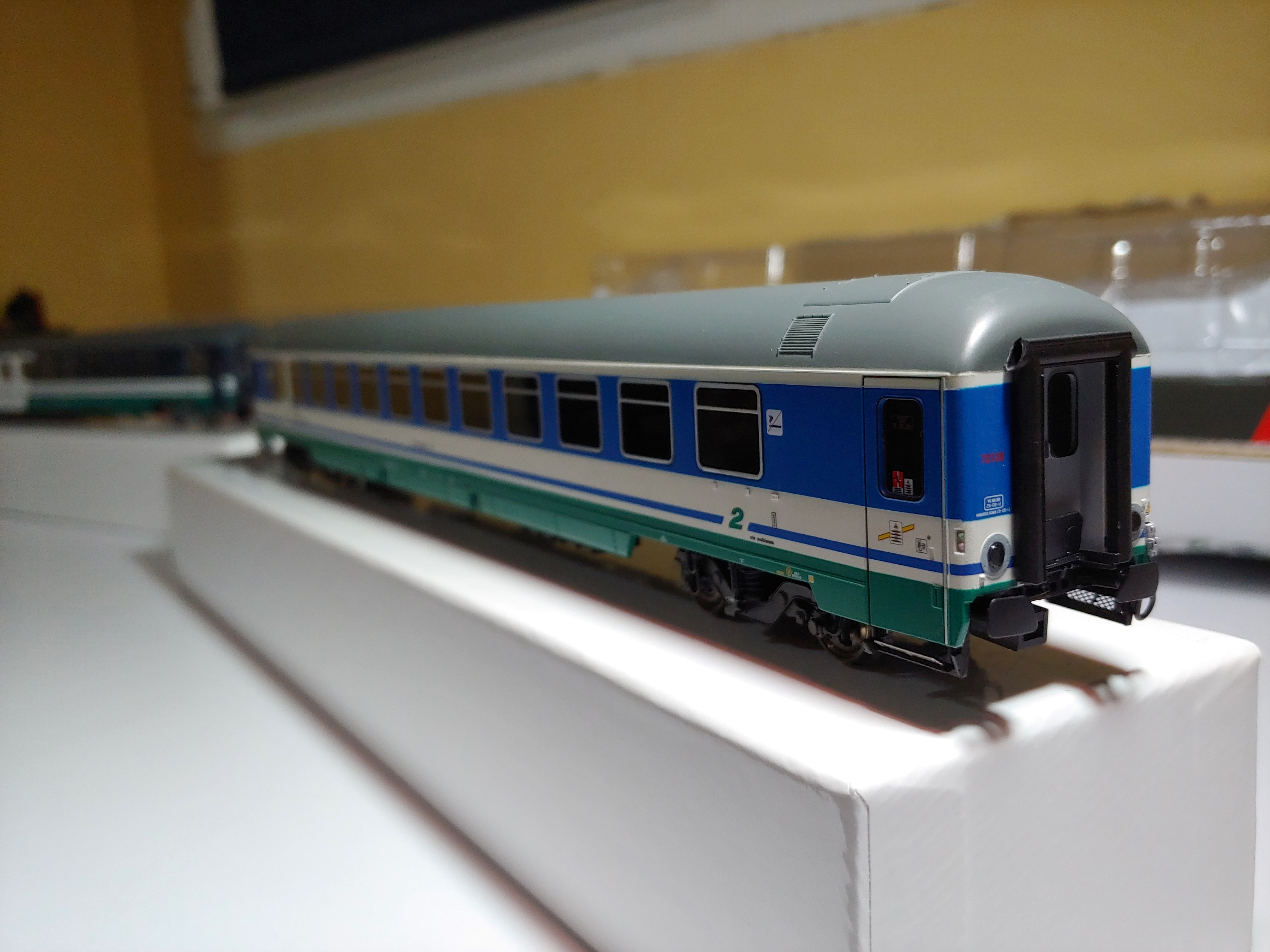
Riproduzione A.C.M.E. in scala H0 di una carrozza tipo UIC-X (revisione "Giubileo"), in livrea XMPR PAX, destinata agli InterCity, sia notturni che diurni (A.C.M.E. 50796).
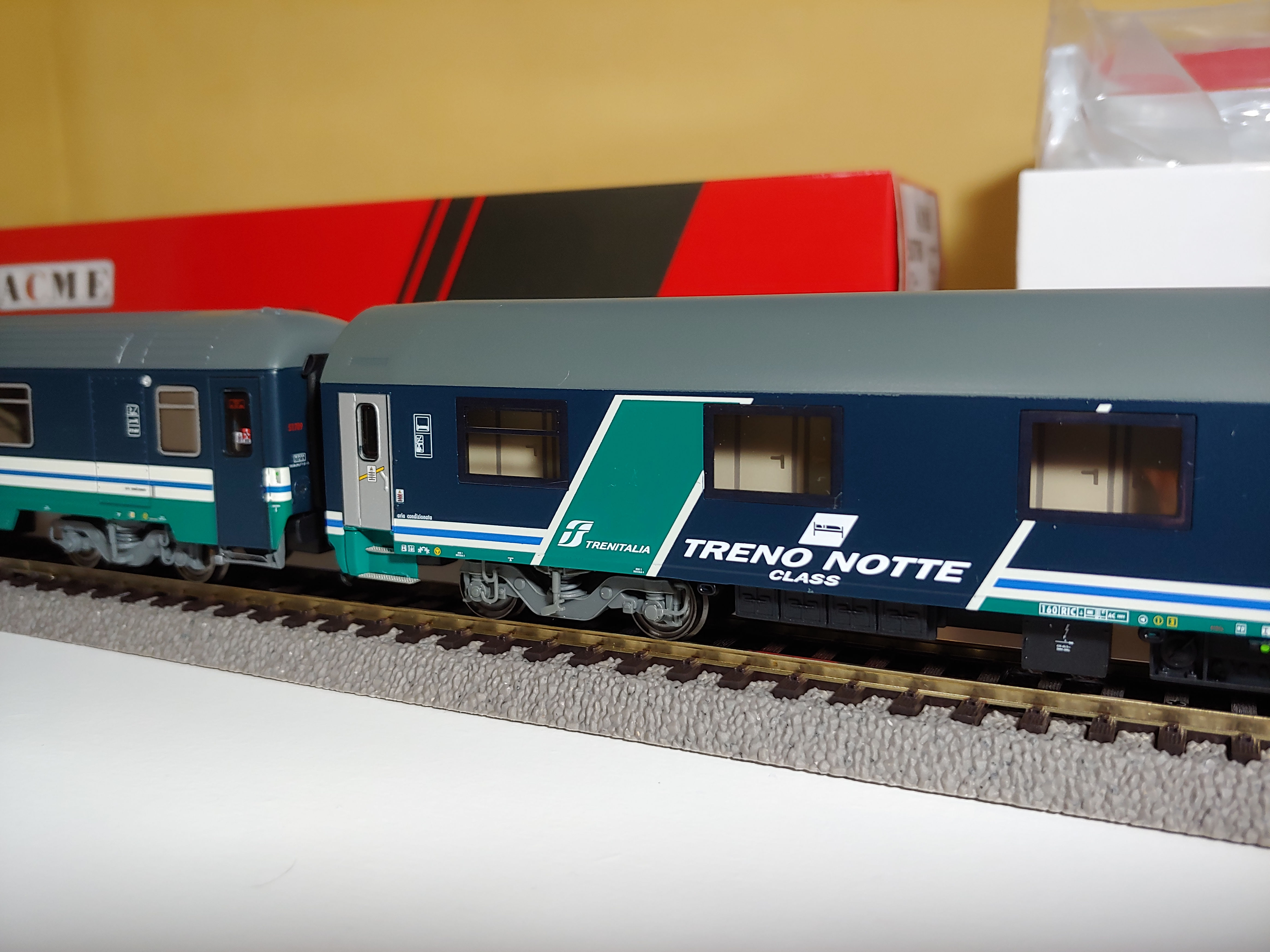
Riproduzione A.C.M.E. in scala H0 di una carrozza letti, tipo MU (revampizzata), in livrea XMPR (Treno Notte), destinata agli InterCity Notte (A.C.M.E. 50567).
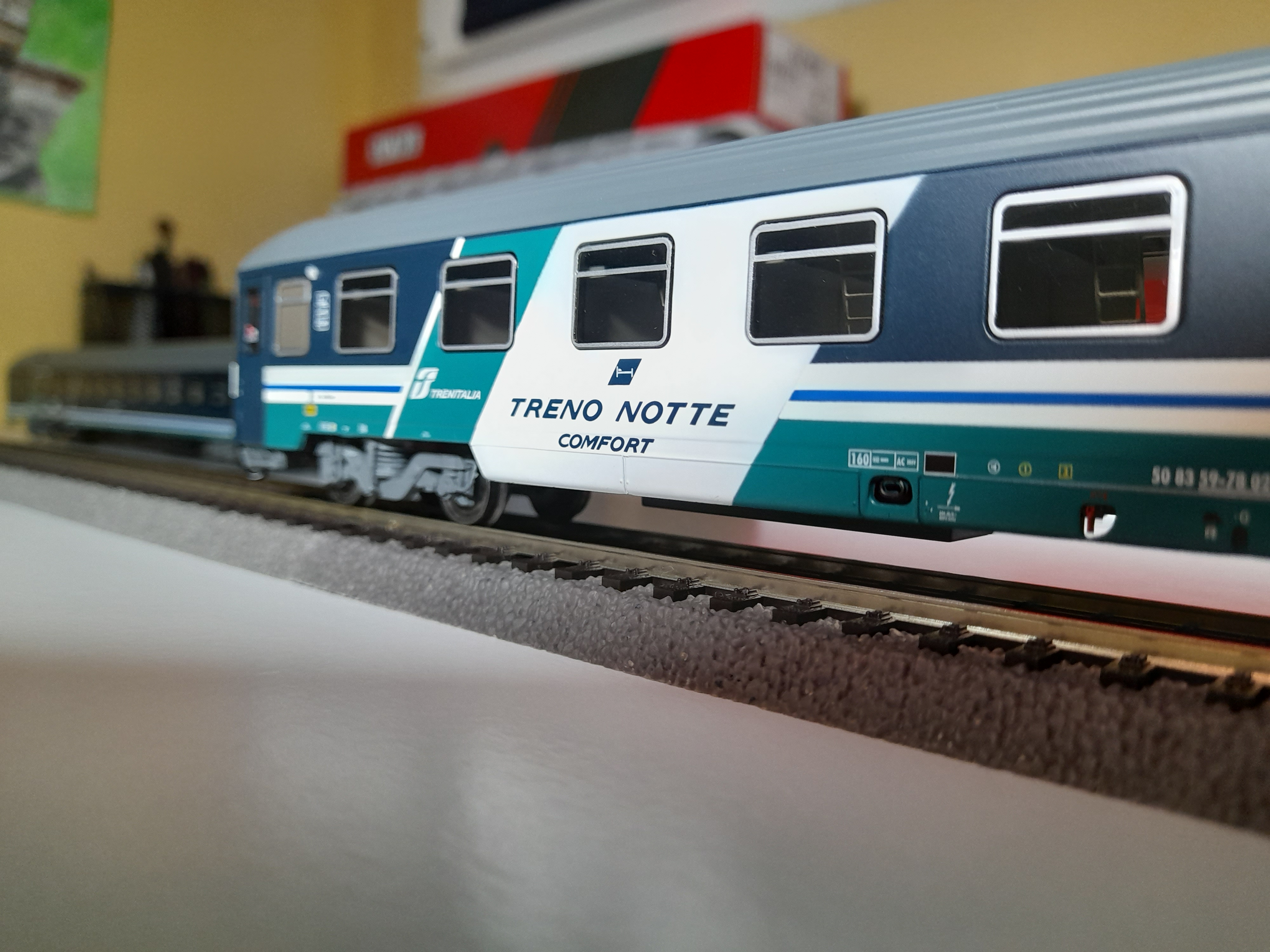
Riproduzione A.C.M.E. in scala H0 di una carrozza tipo UIC-X a cuccette (95R, T4), in livrea XMPR (Treno Notte), destinata agli InterCity Notte (A.C.M.E. 50875).
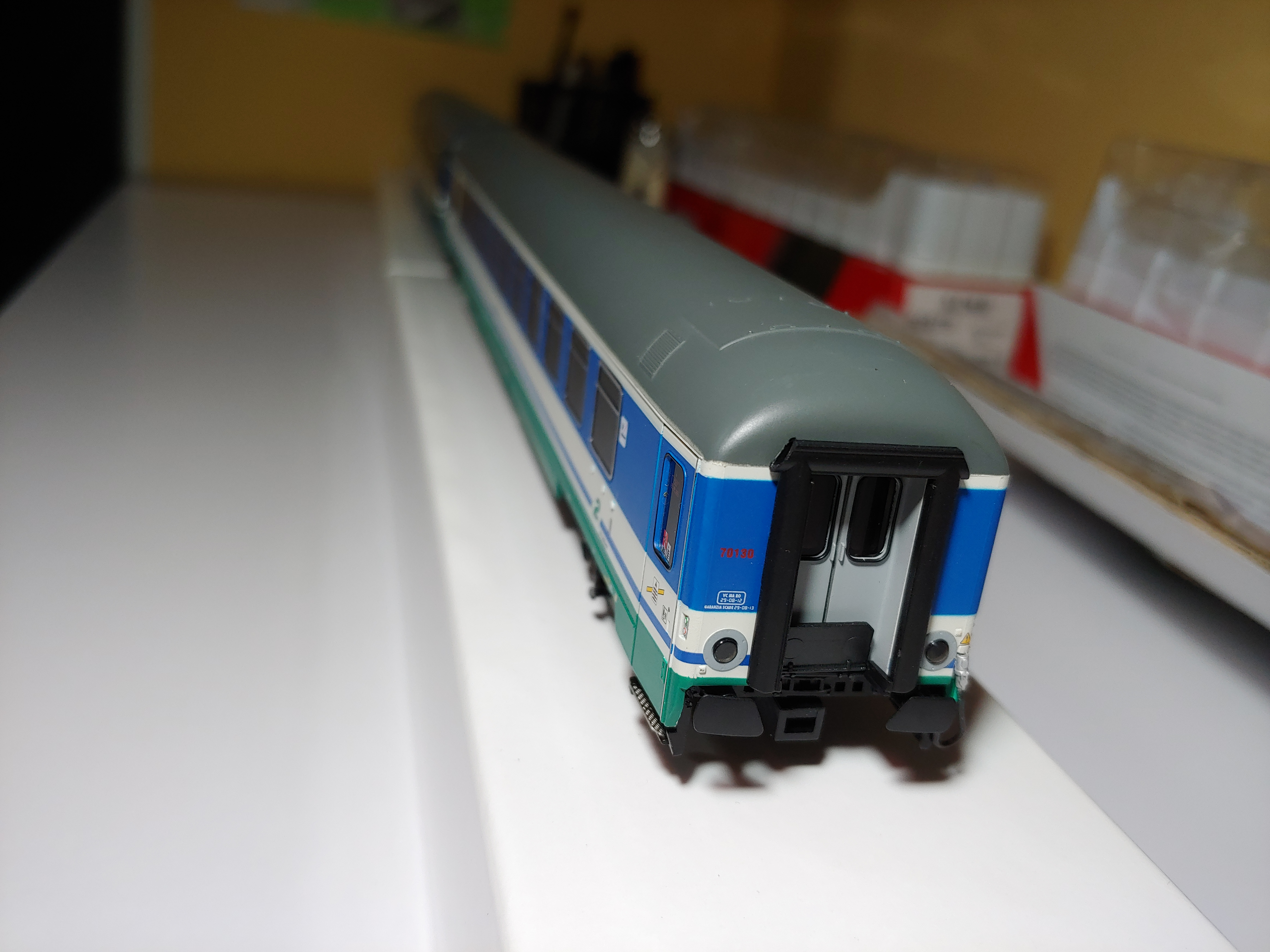
Riproduzione A.C.M.E. in scala H0 di una carrozza tipo UIC-X (revisione "Giubileo"), in livrea XMPR PAX, destinata agli InterCity, sia notturni che diurni (A.C.M.E. 50796).
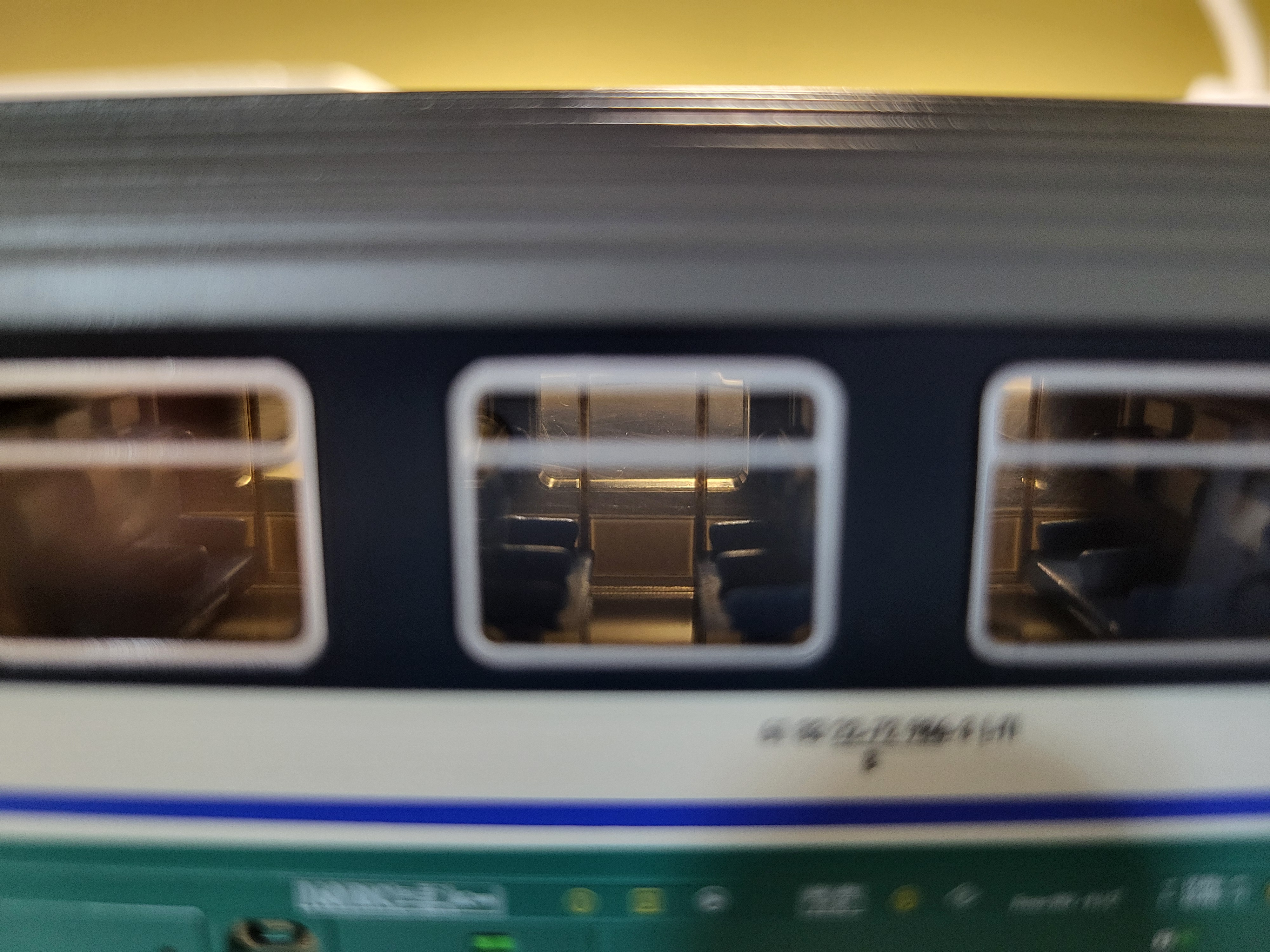
Particolare degli interni di una carrozza tipo UIC-X (revisione Giubileo), in livrea XMPR (ICN) (A.C.M.E. 50798, scala H0), in particolare di uno degli scompartimenti.
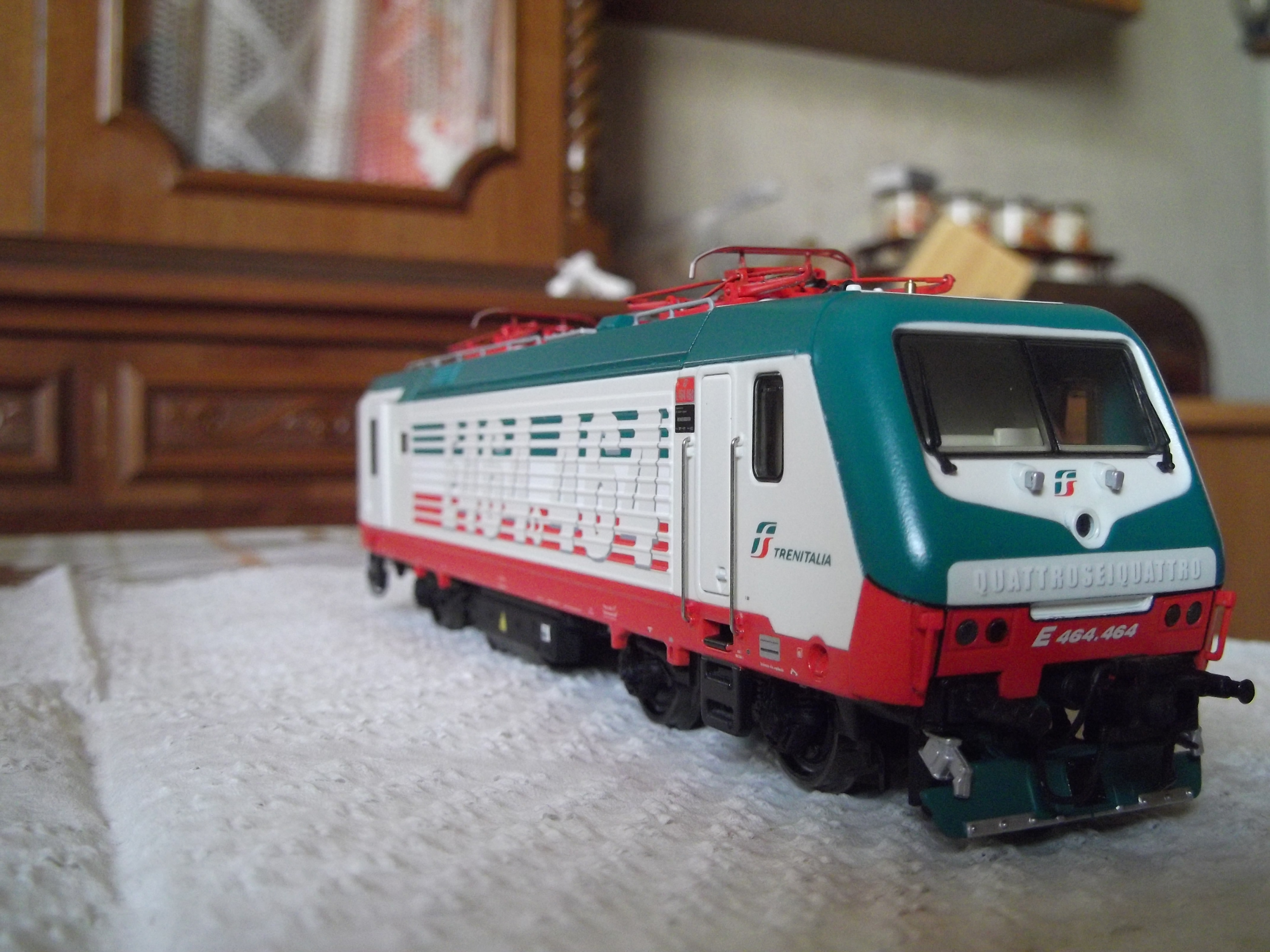
Riproduzione A.C.M.E. in scala H0 della locomotiva FS E.464.464 in livrea Celebrativa QUATTROSEIQUATTRO (A.C.M.E. 60045), realizzata per celebrare l’unità numero 464 del gruppo delle locomotive E.464, nel 2009.
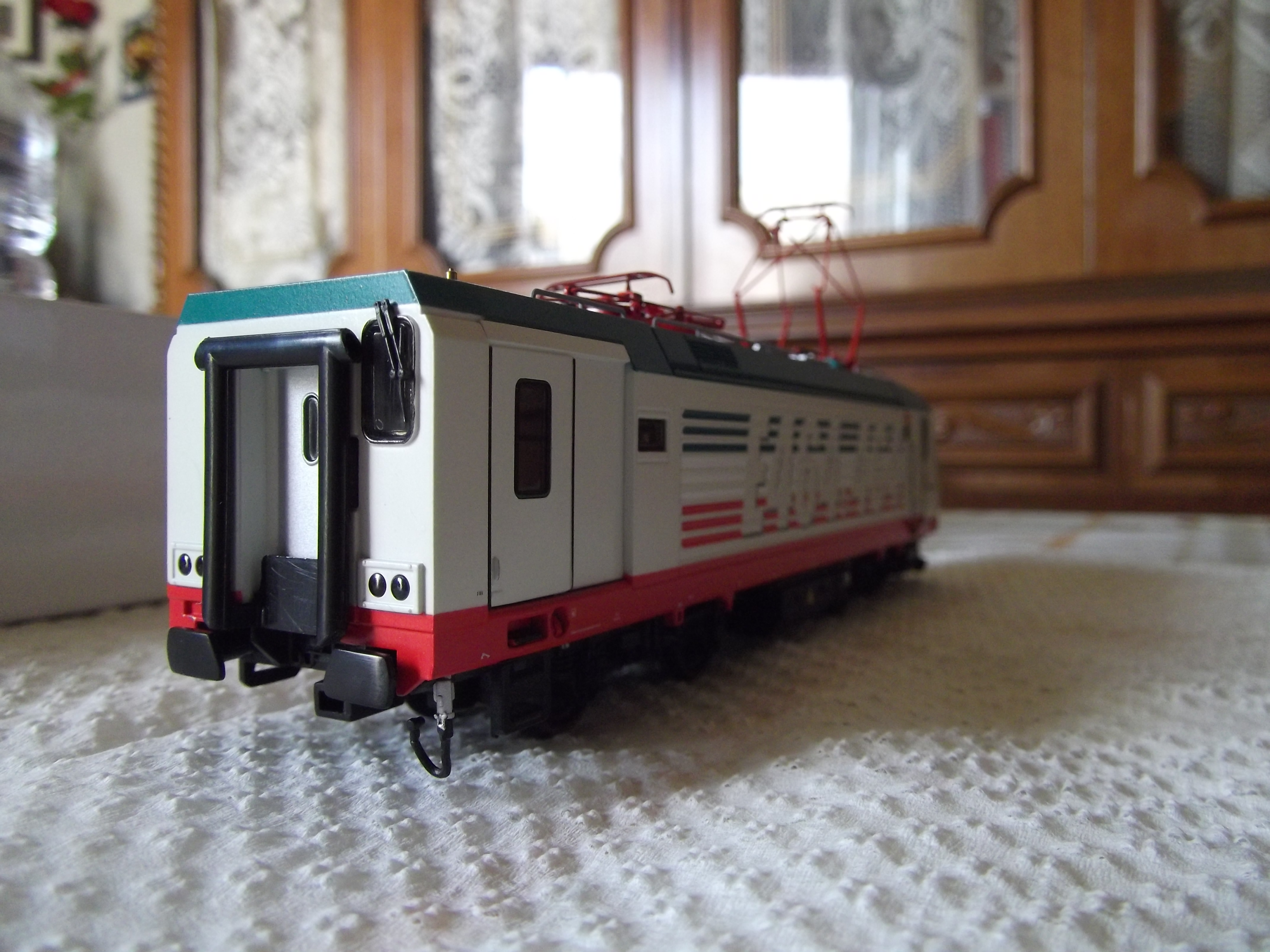
Riproduzione A.C.M.E. in scala H0 della locomotiva FS E.464.464 in livrea Celebrativa QUATTROSEIQUATTRO (A.C.M.E. 60045), realizzata per celebrare l’unità numero 464 del gruppo delle locomotive E.464, nel 2009.
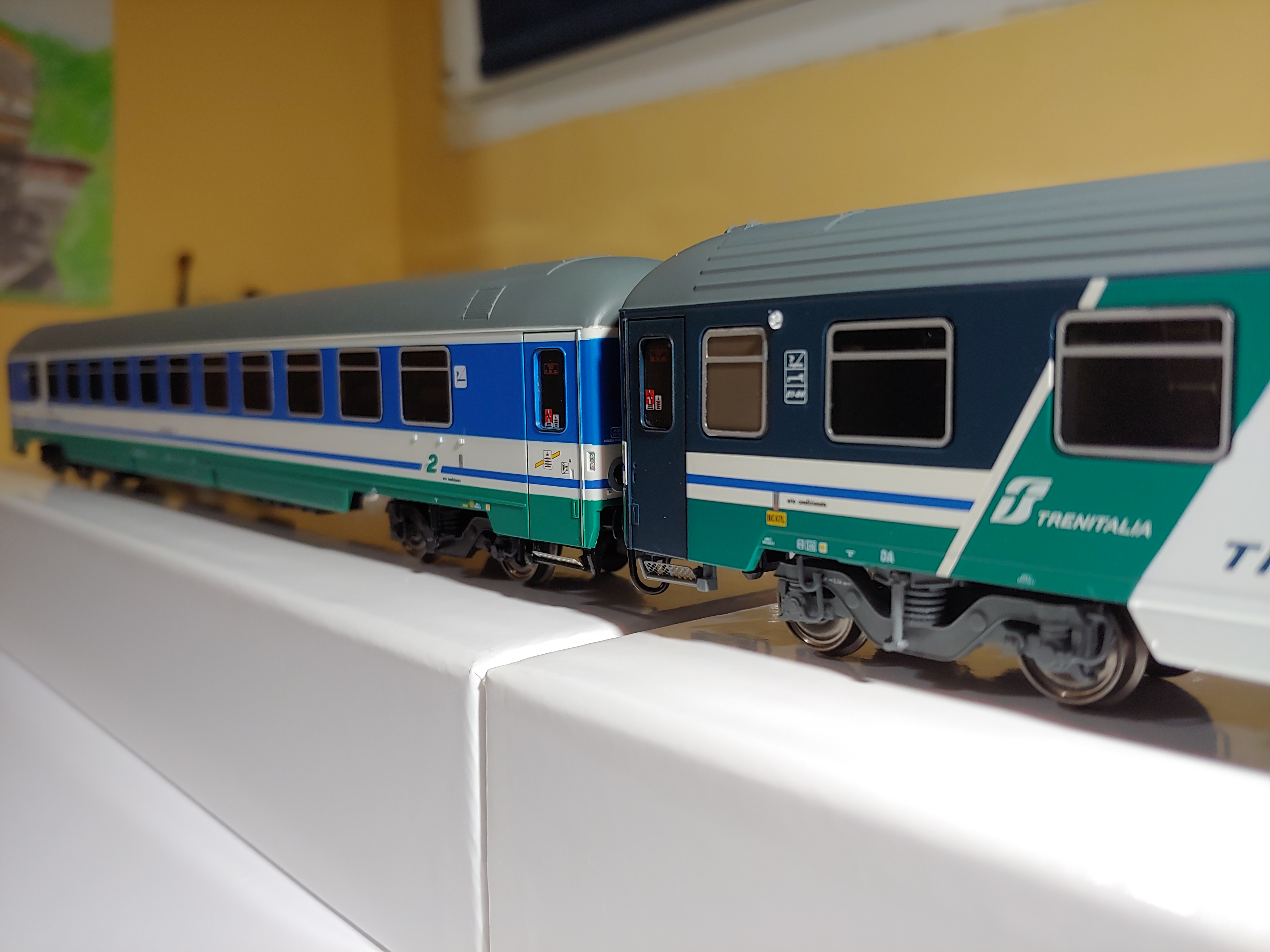
Riproduzione A.C.M.E. in scala H0 di una carrozza tipo UIC-X (revisione "Giubileo"), in livrea XMPR PAX, destinata agli InterCity, sia notturni che diurni (A.C.M.E. 50796).
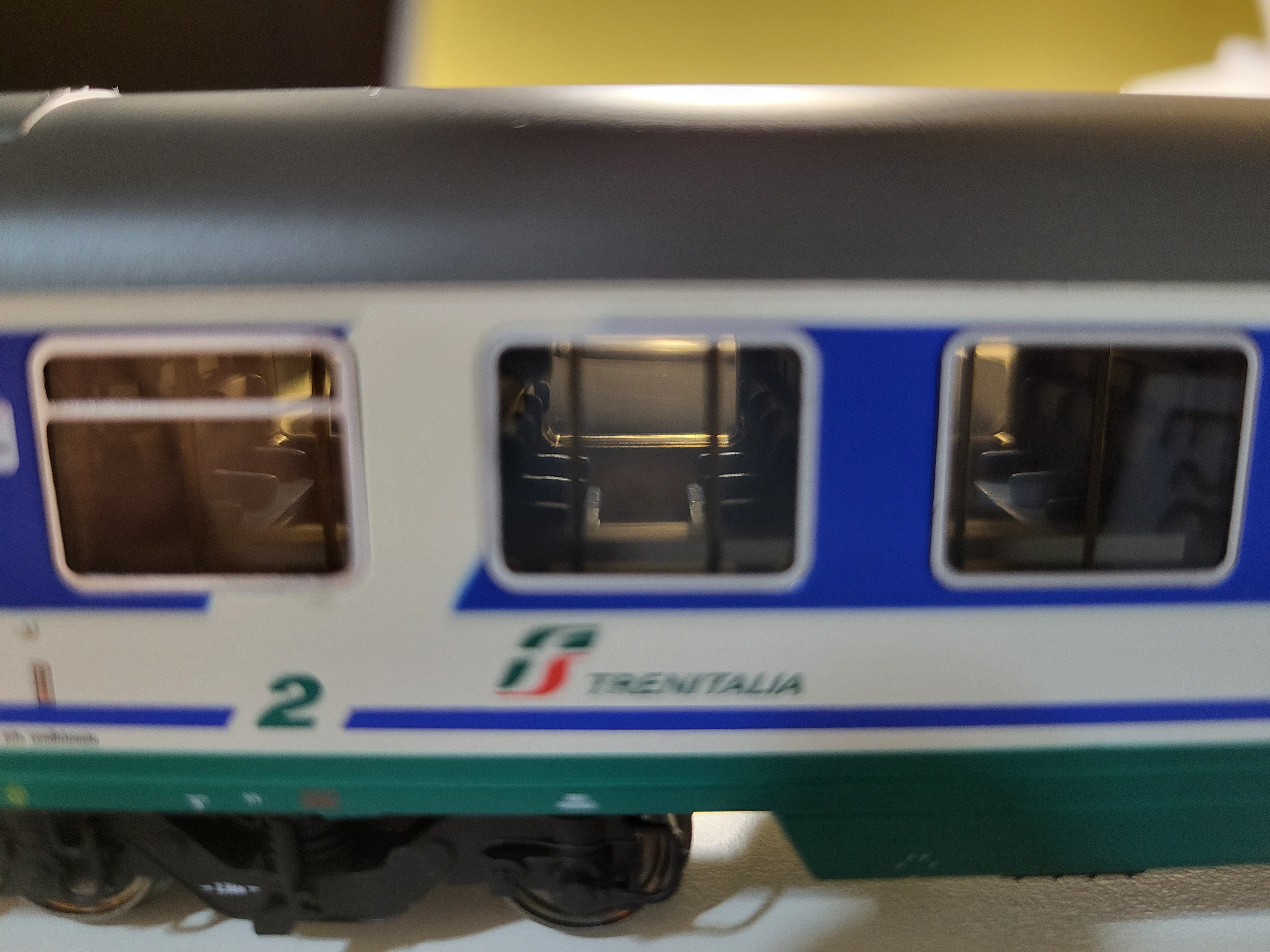
Particolare degli interni di una carrozza tipo UIC-X (revisione Giubileo), in livrea XMPR PAX (A.C.M.E. 50796, scala H0), in particolare di uno degli scompartimenti.
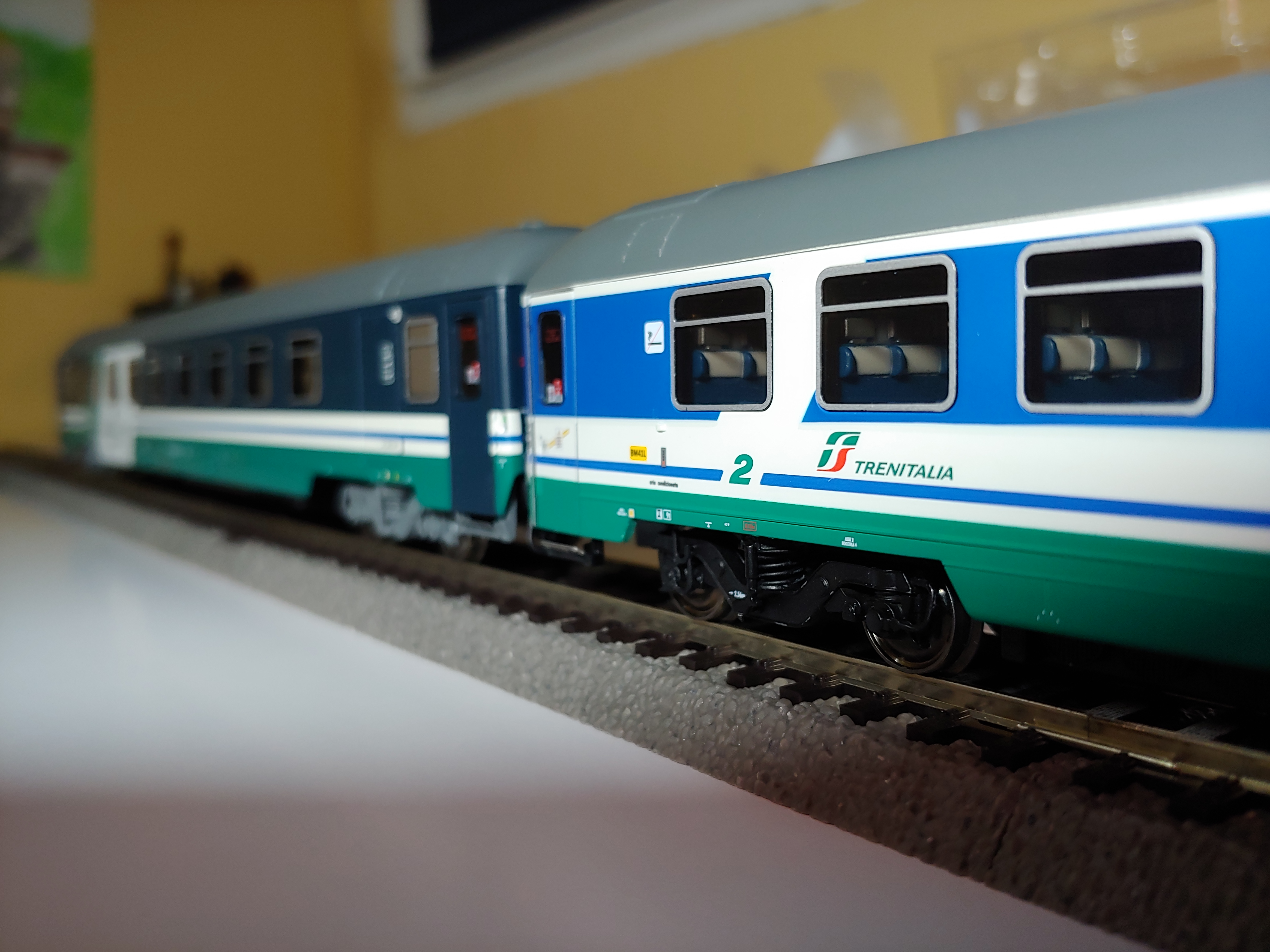
Veduta di alcuni scompartimenti di una carrozza tipo UIC-X (revisione "Giubileo"), in livrea XMPR PAX, scala H0 (A.C.M.E. 50796).
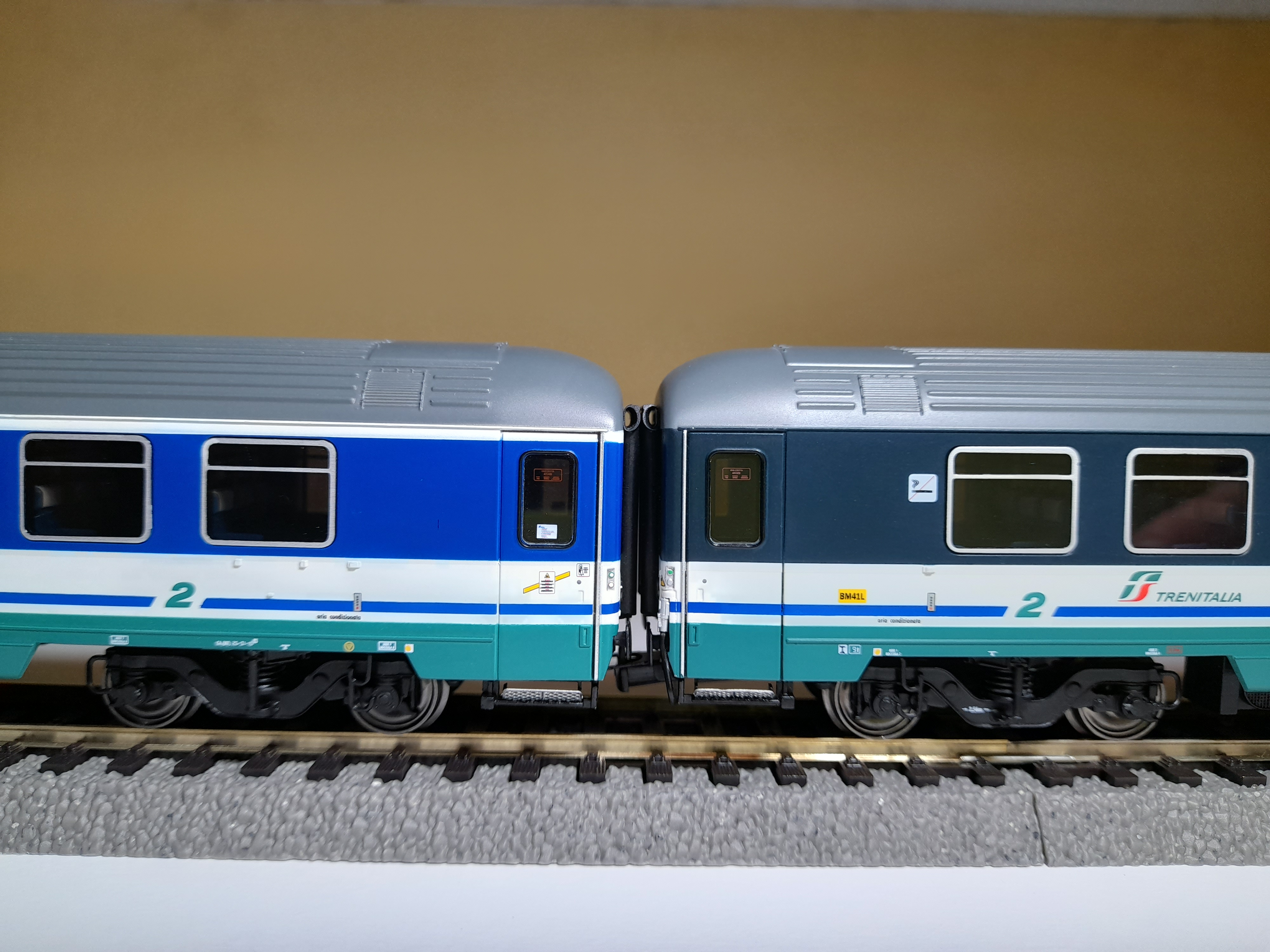
Riproduzione A.C.M.E. in scala H0 di due carrozze tipo UIC-X (revisione "Giubileo"), una in livrea XMPR PAX, e l'altra in livrea XMPR (ICN), destinate agli InterCity Notturni e Diurni (A.C.M.E. 50797 e 50798), fotografate dal lato degli scompartimenti.